# Belo Polje (gmina Surdulica)
Belo Polje (cyr. Бело Поље) – miasteczko w Serbii, w okręgu pczyńskim, w gminie Surdulica. W 2011 roku liczyło 512 mieszkańców.